# رؤية البحرين الاقتصادية 2030
رؤية البحرين الإقتصادية 2030 هي الرؤية التي تهدف إليها البحرين لتعزيز إقتصادها. 
جاء إطلاق الرؤية الاقتصادية 2030 نتيجة لمباحثات مكثّفة استمرت لأربع سنوات بين مجموعة واسعة من المعنيين من أصحاب القرار والمسئولين في القطاعين العام والخاص، وبمشاركة المؤسسات الحكومية ومؤسسات المجتمع المدني والمستشارين الدوليين وذلك لرسم الأطر التي بنيت عليها الرؤية. وارتكزت الرؤية على ثلاث مبادئ هي: الاستدامة والعدالة والتنافسية. وانطلقت الرؤية في أكتوبر 2008م واطلقها ولي العهد رئيس مجلس التنمية الاقتصادية الأمير سلمان بن حمد آل خليفة حيث ألقى كلمة بمناسبة اطلاق الرؤية امام ملك البحرين الملك حمد بن عيسى آل خليفة و رئيس مجلس الوزراء السابق الأمير خليفة بن سلمان آل خليفة وقال في كلمته:
" وتنفيذًا لادارة جلالتكم النافذة بحول الله قمنا في مجلس التنمية الاقتصادية وعلى مدار الاشهر الفائتة بتنسيق وانسجام تامين مع الحكومة الموقرة ودعم تام لا يقل ولا يلين من سمو العم العزيز الشيخ خليفة بن سلمان آل خليفة حفظه الله لنجسد طموحاتكم لشعبكم الوفي المخلص بجعل البحرين واحة من الامن والاستقرار و صورة تعايش خلاق واية من ايات التكافئ و التكافل والمساواة وذلك من منطلق جعل المواطن البحريني الخيار الاوحد والمستفيد الاول من ازدهار وخيرات التنمية  كما أكدتم جلالتكم في خطابكم التاريخي والتوجيهي في افتتاح دور الانعقاد الجديد لمجلسنا الوطني  ".

## الاستدامة
يعتبر الجانب الأكبر من حجم النمو الذي تم تحقيقه في البحرين خلال العقود الماضية في القطاع العام، ويصب التوجه بحلول عام 2030، لتحقيق الاستدامة في القطاع الخاص الذي يتعين عليه أن يكون قادراً على إدارة النشاط الاقتصادي بشكل يضمن استدامة الازدهار. إن رؤية البحرين الاقتصادية تعتمد على تثبيت ازدهار المملكة على أسس صلبة، عبر اتباع سياسة التمويل الحكومي لتحقيق مبدأ الاستدامة الذي تقوم عليه التطلعات المستقبلية. وستقوم البحرين باستخدام مواردها في المستقبل لتطوير رأس المال البشري، والتعليم والتدريب، وعلى الأخص في مجالات العلوم التطبيقية، وتشجيع الريادة والابتكار لتأمين الاستدامة لقطاع خاص مزدهر. وفي عالم تؤدي فيه التقنيات الحديثة وزيادة المنافسة على الإنتاج إلى تقصير عمر المنتج، يسهم الابتكار في النجاح المتواصل للاقتصاد. غير أن النمو الاقتصادي يجب ألا يتحقق على حساب البيئة وسلامة المواطنين على المدى الطويل، مما يستوجب بذل الجهد في سبيل حماية البيئة وحفظ التراث الثقافي.

## التنافسية
إن الرؤية هي أن تحقق البحرين قدرة تنافسية عالية في الاقتصاد العالمي، وتحقق زيادة الإنتاجية بشكل طبيعي أكثر في ظل مناخ تنافسي يدفع عجلة التنمية الاقتصادية، ويضاعف الأرباح، ويرفع مستويات الأجور، فالمعدل المرتفع للإنتاجية يجعل السلع والخدمات أكثر قدرة على المنافسة في السوق العالمي، وتحقق دخلاً أكبر، مما يملي على الشركات تقديم أفضل الخدمات، والبحث الدائم عن أفضل الطرق للإنتاج. ومن أجل زيادة الإنتاجية، تتجلى الحاجة إلى مواطنين يمتلكون المهارات والإمكانيات المناسبة لكل وظيفة يعملون فيها، ولذلك لابد من السعي للحفاظ على العاملين المهرة، بالإضافة إلى تطوير وإعادة تدريب القوى العاملة البحرينية، ودعمها بالمهارات الأجنبية اللازمة.
وتضافرت عوامل كثيرة للشركات المحلية والأجنبية على حد سواء، منها الخدمات الحكومية ذات النوعية العالية والبنية التحتية المتطورة والمناخ الاستثماري الجذاب، لتكون عناصر أساسية وحيوية تحولت بفضلها المملكة إلى مكان متميز لممارسة الأنشطة الاقتصادية، وبلد جذاب للصناعات والخدمات ذات القيمة المضافة العالية التي تستهدفها المملكة.

## العدالة
سيؤثر النجاح الاقتصادي المستقبلي للمملكة على المجتمع بشكل أوسع، ويؤدي إلى إيجاد قاعدة عريضة للازدهار، إيماناً بأن كل فرد يستطيع أن يقدم إسهاما قيماً للمجتمع إذا توفرت له الوسائل وأتيحت له الفرصة المناسبة. ولتحفيز وتعزيز العدالة، يلتزم القطاعان العام والخاص بالشفافية، وتوفير أجواء التنافس الحر العادل في كافة المعاملات، سواء أكان ذلك مرتبطا بالتوظيف أم بمزاد عام لبيع أراض أو ترسية مناقصة. ويكمن دور الحكومة في توفير الإطار القانوني والتنظيمي الذي يضمن حماية المستهلكين والمعاملة العادلة لأصحاب الأعمال بمن فيهم المستثمرون الأجانب. وتطبق المملكة العدالة في المجتمع عبر معاملة الجميع بالتساوي بموجب القانون وتطبيق المعايير الدولية لحقوق الإنسان وإعطاء الفرصة المتكافئة للحصول على التعليم، والرعاية الصحية، وتقديم الدعم للمحتاجين من خلال توفير التدريب المناسب على الوظائف وتوفير الضمان الاجتماعي.
تواكب الرؤية الاقتصادية 2030 أهداف التنمية المستدامة (SDG) التي يعتبر تطبيقها أولوية حكومية، وأدرجت بشكل كامل في برنامج عمل الحكومة 2015 – 2018 وكذلك في برنامج عمل الحكومة 2019 – 2022. وتواكب الرؤية هذه الأهداف من خلال السعي لتحقيق النمو الاقتصادي المرتفع، والتمويل الحكومي، ونمو معدلات التنمية البشرية، وتطبيق مبادئ العدالة والتنافسية، كل ذلك يؤدي إلى تحقيق نمو بارز نحو تحقيق أهداف التنمية المستدامة.

## فريق البحرين
تعمل مملكة لبحرين على تنفيذ رؤية البحرين الاقتصادية 2030 كفريق واحد عبر وضع الخطط الداعمة لكل هدف والحرص على تحقيقها. إن فريق البحرين عبارة عن مبادرة عامة أطلقها ولي العهد رئيس مجلس الوزراء الأمير سلمان بن حمد آل خليفة، ويعنى به كل جندي يحمي حدودنا ومكتسباتنا الوطنية، كل شرطي يصون أمننا واستقرارنا، كل موظف وموظفة بمؤسسات القطاع العام والخاص، وبتكاتف الجميع للعمل معاً لتجاوز التحديات وإنجاز المستحيل، تحقيقاً لرؤى وتطلعات قائد المسيرة الملك حمد بن عيسى آل خليفة.
فريق البحرين (TeamBahrain)   هو مبادرة ولي العهد رئيس مجلس الوزراء الأمير سلمان بن حمد آل خليفة ، تتعلق هذه المبادرة بحكومة البحرين المرنة التي تعمل مع القطاع الخاص لإيجاد حلول مخصصة للمستثمرين ورجال الأعمال الذين يتطلعون لتأسيس أنشطتهم في المملكة. وتم عرض نتائج المبادرة بالكامل في مؤتمر بوابة الخليج في شهر مايو 2018 في المنامة، حيث تم عرض مشاريع بقيمة 26 مليار دولار عبر مجموعة من القطاعات بما في ذلك التكنولوجيا، العقارات، السياحة، الإسكان، الطاقة، المياه، النقل، الأشغال العامة، والتصنيع.
ومن أمثلة ذلك، استقطاب المملكة للشركات الناشئة ذات الأفكار الجريئة التي تحتاج إلى بيئة داعمة أو للاستثمارات متعددة الجنسيات مثل شركة أمازون للحوسبة السحابية Amazon Web Services  التي قررت تأسيس أول مكتب لها في منطقة الشرق الأوسط في البحرين، الأمر الذي يعكس نجاح فلسفة فريق البحرين في العمل.
كان نهج المملكة المتمحور حول الأعمال التجارية وقدرتها على الإنجاز - بما في ذلك التطبيق الناجح لسياسة السحابة أولاً في القطاع الحكومي - عاملاً حاسماً في استثمارات شركة أمازون المهمة، التي ستوفر فوائد هائلة للشركات التي تعتمد على التكنولوجيا والبيانات في جميع أنحاء المنطقة. وبالمثل، عملت العديد من الجهات الحكومية المختلفة معًا لضمان قدرة شركة مونديليز على إنشاء مصنعها العالمي السادس في البحرين. وتبلغ قدرة "مصنع المستقبل" الذي تبلغ تكلفته 90 مليون دولار أمريكي، وتبلغ مساحته 250000 متر مربع، ما يقرب من 45000 طن سنويًا، ويعمل كمركز للتصدير لمنطقة الخليج وإفريقيا. وأسهمت المبادرات الحكومية أيضًا في إنشاء نظام بيئي مثالي للشركات الناشئة والشركات الصغيرة - تحت مظلة ستارت آب البحرين (Startup Bahrain).

## زيادة دخل الأسرة إلى أكثر من الضعف

### زيادة دخل الأسرة الحقيقي إلى أكثر من الضعف بحلول العام 2030
ألقى نائب رئيس الوزراء السابق الشيخ محمد بن مبارك آل خليفة كلمة بشأن الرؤية الاقتصادية للملكة البحرين بحضور القيادة السياسية، ذكر فيها أن الرؤية «تتمحور حول المواطن، إذ يتمثل هدفها الرئيسي في زيادة دخل الأسرة الحقيقي إلى أكثر من الضعف بحلول العام 2030، وهذا يمثل ما سعينا إلى تحقيقه منذ البداية: مستوى معيشي أفضل لشعب البحرين نتيجة زيادة معدلات العمالة وارتفاع الأجور».
وقال: «إن من واجبنا أن نهيئ السبل والفرص التي تضمن للمواطن الحصول على عمل محترم يمكنه من إعالة نفسه وأسرته بكرامة وعزة. إن الاعتماد على مبدء العدل يعني أن الحكومة ملزمة بمعالجة المسائل القائمة والمتعلقة بكرامة المواطن البحريني وخاصة السكن الملائم وإيصال الدعم لمستحقيه من المواطنين. كما يجب على الحكومة أن توفر الإطار القانوني والنظامي الذي يضمن المعاملة العادلة لأصحاب الأعمال واستئصال الفساد والسعي الجاد للتطبيق العادل للقوانين».
وخاطب محمد بن مبارك جلالة الملك قائلا: «لقد وضع مشروع جلالتكم الإصلاحي والريادي، القواعد والمحددات الأساسية للمستقبل الزاهر لمملكة البحرين. حيث أن الإصلاح السياسي، كما قلتم جلالتكم لا يستقيم ولا يتمتع بالاستمرارية والديمومة دون أن يصاحبه إصلاح اقتصادي شامل. ولقد قام مجلس التنمية الاقتصادية خلال الشهور الماضية بإعداد الرؤية الاقتصادية للمملكة بالتنسيق الوثيق مع اللجنة الوزارية للشئون الاقتصادية والمالية بمجلس الوزراء. وقد تمٌت مناقشة هذه الرؤية بصورة مستفيضة مع جميع الجهات الحكومية وقطاعات عريضة من قادة الرأي في القطاعين العام والخاص، والهيئات المتخصصة، بالإضافة الى بعض بيوت الخبرة الاستشارية والهيئات الدولية، حيث روعي أن تعكس هذه الوثيقة حصاد ما قاموا بطرحه من آراء، وإسهامات قيمة في هذا الشأن».
واستطرد «تمثل هذه الوثيقة عرضا متكاملا لرؤية مملكة البحرين الاقتصادية، التي تضع تصورا بعيد المدى للمسارات المستقبلية للاقتصاد الوطني خلال فترة زمنية تمتد حتى عام 2030. إن الحكومة التي كانت شريكا أصيلا في صناعة هذه الرؤية وابتكارها، تهدف الى تلبية ما تطمحون إليه بجعل البحرين في مصاف الدول المتقدمة بما يكفل الحياة الكريمة والآمنه لشعب البحرين الوفي». مردفا «ان رؤيتنا تملي علينا كمملكة ان نطمح في الانتقال من اقتصاد قائم على الثروة النفطية إلى اقتصاد منتج قادر على المنافسة عالميا، ترسم الحكومة معالمه، ويتولى القطاع الخاص الرائد عجلة تنميته، بشكل يوسع الطبقة الوسطى من المواطنين البحرينيين، بحيث ينعمون بمستويات معيشية عالية جراء زيادة معدلات الإنتاجية والوظائف ذات الأجور العالية». وأضاف «سيعتمد كل من مجتمعنا وحكومتنا مبادئ الاستدامة والتنافسية والعدالة لكي تتهيأ لكل مواطن بحريني السبل التي تمكّنه من تجسيد قدراته الكاملة، وعيش حياةٍ كريمة آمنة».
وقال نائب رئيس الوزراء «توجز رؤية مملكة البحرين الاقتصادية حتى العام 2030 دوافع الإصلاح والتطوير، وطموحاتنا المحددة لاقتصادنا وحكومتنا ومجتمعنا، وفقا للمبادئ الأساسية المتمثٌلة في الاستدامة والتنافسية والعدالة. لقد تغير وجه العالم وتطور في وتيرة متسارعة لم نشهدها من قبل في تاريخ البشرية بظهور التقنيات الحديثة والاتصالات التي قلّصت المسافات في العالم بصورة فاعلة جعلت منا مواطنين عالميين في اقتصادات عالمية متطورة، فلقد أصبحت الدول التي عرفت بالدول النامية تشهد اليوم نموا وتطورا قياسيا وتتبني بشكل إيجابي التقنيات الحديثة متحررة من تلك الأعباء التي خلفتها الصناعات القديمة. لقد قطعت مملكة البحرين شوطا كبيرا في مجال التنمية الاقتصادية والاجتماعية خلال فترة قصيرة لم تتجاوز بضعة عقود، ولكن في عصر العولمة، عليها أن تقوم بتسريع وتيرة جهودها من أجل المحافظة على ريادتها».

## من الريادة إقليمياً إلى المنافسة عالمياً
تمثل هذه الوثيقة عرضا متكاملا لرؤية مملكة البحرين الاقتصادية، التي تضع تصورا بعيد المدى للمسارات المستقبلية للاقتصاد الوطني خلال فترة زمنية تمتد حتى عام 2030.
وقد تمٌت مناقشة هذه الرؤية الاقتصادية بصورة مستفيضة مع قطاعات عريضة من قادة الرأي في القطاعين العام والخاص، ورجال السياسة والهيئات المتخصصة، بالإضافة الى بعض بيوت الخبرة الاستشارية والهيئات الدولية، حيث روعي أن تعكس هذه الوثيقة حصاد ما قاموا بطرحه من آراء، وإسهامات قيمة في هذا الشأن.
توجز رؤية مملكة البحرين الاقتصادية حتى العام 2030 دوافع الإصلاح والتطوير، وطموحاتنا المحددة لاقتصادنا وحكومتنا ومجتمعنا، وفقا للمبادئ الأساسية المتمثٌلة في الاستدامة والتنافسية والعدالة. وسوف تقوم الحكومة بعد التنسيق مع السلطة التشريعية والقطاع الخاص ومؤسسات المجتمع المدني، بوضع خطط استراتيجية مفصلة، وخطط تنفيذية كفيلة بتحويل هذه الطموحات إلى واقع يحقق تطلعات القيادة والمجتمع البحريني، وبشكل خاص سيتم ترجمة الرؤية الاقتصادية إلى استراتيجية وطنية متناسقة يتم الالتزام بها من قبل مختلف الوزارات والهيئات الحكومية.

## الطموحات على مستوى الاقتصاد والحكومة والمجتمع
بعد تحديد المبادىء الأساسية التي توجه الرؤية، فإننا نحتاج إلى ترجمتها إلى أفعال، والخطوة الأولى هي تحديد طموحاتنا على المستويات الرئيسية لازدهار بلادنا والمتمثلة في الاقتصاد والحكومة والمجتمع. ويطرح ذلك عددا من التساؤلات حول طبيعة المجتمع الذي نريد أن نعيش فيه، والدور الذي يمكن لكل من القطاع الخاص والحكومي القيام به في عملية التنمية الاقتصادية.
ويتضمن هذا القسم عرضا عاما للطموحات المستقبلية للبحرين، والتي تهدف إلى وضع برنامج عمل جريء للسنوات القادمة، كما يحتوي أيضا على وصف للأدوات التي سيتم استخدامها لقياس مدى التقدم في تحقيق تلك الطموحات.
1) الطموحات على مستوى الاقتصاد: نمو اقتصادي قوي يحقق المنفعة لشعب البحرين
يتطلع البحرينيون إلى تحقيق الطموحات المترابطة التالية لاقتصادهم الوطني والتي تهدف إلى تعزيز دور القطاع الخاص في ريادة التنمية الاقتصادية:
1-1 تحفيز النمو الاقتصادي من خلال تحسين الإنتاجية والمهارات
1-2 قيام البحرين بتطوير وتنويع اقتصادها بالتركيز على القطاعات الحالية ذات الإمكانيات العالية
1-3 تحويل لاقتصاد على المدى الطويل بالاستفادة من الفرص الناشئة الجديدة
تحتوي الأقسام التالية على وصف لكل من هذه الطموحات:
1-1 تحفيز النمو الاقتصادي من خلال تحسين الإنتاجية والمهارات
سوف يتم دفع عجلة النمو الاقتصادي للبحرين بزيادة إنتاجية القطاع الخاص وبجعل المواطن البحريني الخيار الأمثل للعمل في الشركات ذات القيمة المضافة العالية، وبحلول العام 2030 سوف تكون الشركات البحرينية قد وصلت إلى مصاف الشركات العالمية الكبرى من حيث الإنتاجية، ولن يقوم القطاع الخاص البحريني بالإعتماد على العمالة الاجنبية ذات الكلفة المنخفضة كأساس لقدرته التنافسية، بل سيقوم بدلا من ذلك بإيجاد فرص وظيفية منتجة ذات أجور مجزية للمواطنين، وسوف تُستخدم الإنتاجية وفرص العمل ذات الأجور المجزية المتوافرة في القطاع المالي كمعيار للقطاعات الأخرى.
ومن أمثلة الطرق والمبادرات التي سوف تتبعها الحكومة لتعزيز الإنتاجية في القطاع الخاص ما يلي:
* الجهود المتواصلة لتحسين الحوكمة والإدارة الداخلية للشركات المملوكة للدولة لتكون نماذج مثالية.
* توفير الحوافز لزيادة الإنتاجية في القطاع الخاص.
* فتح أسواق البحرين بشكل أوسع من أي وقت مضى لرفع مستوى الابتكار في العمليات الإنتاجية للشركات البحرينية، واتباعها للمعايير الأفضل المتعارف عليها.
* الاستمرار في اجتذاب الاستثمارات الأجنبية كأحد المحفزات الأساسية لنقل معارف الابتكار في العمليات الإنتاجية والإدارية للشركات البحرينية.
كذلك سوف يؤدي النمو الاقتصادي إلى وضع الأسس لإيجاد فرص عمل متزايدة وبشكل مستمر، وسيخلق الاقتصاد النامي فرص عمل جديدة لتوظيف جميع المواطنين البحرينيين الداخلين إلى سوق العمل، كما أنه سيؤدي أيضا إلى زيادة فرصة القوى العاملة البحرينية للانتقال إلى وظائف أفضل وزيادة دخلهم، وبالتالي توسعة الطبقة الوسطى التي تحرك بدورها عجلة الريادة والابتكار.
وسوف تتأكد الحكومة من استفادة جميع المواطنين بشكل عادل من منافع النمو الاقتصادي من خلال ما يلي:
* التأكد من أن النمو الاقتصادي يخلق فرص عمل ذات أجور متوسطة إلى مرتفعة لزيادة دخل جميع شرائح المجتمع.
* تأمين المساواة، وتكافؤ الفرص للبحرينيين في سوق العمل من خلال مراجعة قوانين العمل، ونظام الهجرة.
* مساعدة البحرينيين على الحصول على وظائف ذات رواتب متوسطة إلى مرتفعة من خلال برامج الدعم والتدريب المتواصلين.
الأدوات الممكنة لقياس النجاح: المعدل الإجمالي للإنتاجية، حجم تدفقات الاستثمار الأجنبي المباشر، ونسبتها من الناتج المحلي الإجمالي، وعدد الفرص الوظيفية الجديدة ذات الأجور المتوسطة إلى العالية التي يشغلها المواطنون البحرينيون.
1-2 قيام البحرين بتطوير وتنويع اقتصادها بالتركيز على القطاعات الحالية ذات الإمكانيات العالية
سوف تعمل البحرين على زيادة الناتج المحلي الإجمالي في القطاعات غير النفطية من خلال تنويع مسارات الاقتصاد الوطني، وسيظل القطاع المالي محركا أساسيا للنشاط الاقتصادي. وسيتم تعزيزه بشكل متزايد من خلال النمو الذي يتم تحقيقه في القطاعات الاقتصادية ذات الإمكانيات العالية.
وسوف تعمل المملكة على إيجاد فرص اقتصادية في القطاعات غير النفطية من خلال:
- تشجيع الاستثمار في قطاعات اقتصادية إضافة إلى القطاع المالي لتنويع مصادر النمو الاقتصادي غير النفطي كالقطاع السياحي وخدمات الاعمال والصناعة والقطاع اللوجيستي لما تمتلكه البحرين من فرص ومزايا تمكنها من تطوير النمو في هذه القطاعات.
- تشجيع قطاعات التصدير من خلال التأكد من مواكبة الشركات البحرينية للسوق العالمية للمنتجات والخدمات.
الأدوات الممكنة لقياس النجاح: معدل نمو الناتج المحلي الإجمالي الحقيقي ومساهمة القطاعات ذات الإمكانية العالية في خلق فرص عمل واعدة.
1-3 تحويل الاقتصاد على المدى الطويل بالاستفادة من الفرص الناشئة الجديدة
سوف تحقق الشركات البحرينية مستويات أعلى من التطور والابتكار، ما يتيح للبحرين الارتقاء إلى مركز متقدم فيسلسلة مراحل القيم الإنتاجية العالمية، ونتيجة لذلك سيتم التوسع في قطاعات قائمة على المعرفة، وزيادة إنتاج البحرين من السلع والخدمات ذات القيمة المضافة العالية، وهذا يعني بالتالي زيادة الثروات للشركات والموظفين والمجتمع.
وسوف تعمل الحكومة والقطاع الخاص كشركاء لتحقيق ذلك من خلال ما يلي:
- إيجاد مناخ محفز للريادة والابتكار.
- تعزيز قدرة المنشآت الصغيرة والمتوسطة الحجم للحصول على رأس المال.
- وضع الأسس التي تستطيع البحرين من خلالها الاستفادة من الاقتصاد المعرفي العالمي، وتطوير الابتكارات.
الأدوات الممكنة لقياس النجاح: معدل نمو الناتج المحلي الإجمالي الحقيقي ومساهمة القطاعات الناشئة في خلق فرص عمل واعدة.
2) الطموحات على مستوى الحكومة: حكومة فعالة ذات كفاءة:
تتمثل طموحات البحرينيين لحكومتهم فيما يلي:
2-1 التركيز الأساسي للحكومة على وضع السياسات المبتكرة.
2-2 أن يصبح القطاع العام أكثر إنتاجية، وأن يكون مسؤولا عن تقديم خدمات ذات نوعية أعلى من خلال عمليات أكثر كفاءة.
2-3 ايجاد نظام رقابي حكومي واضح وشفاف يتم تطبيقه بإنصاف، ويؤدي إلى تسهيل عملية النمو الاقتصادي.
2-4 تعزيز استدامة التمويل الحكومي بخفض الاعتماد على الإيرادات النفطية لتمويل النفقات الحالية.
2-5 إنشاء بنية تحتية ذات معايير عالمية تعزز من مزايا البيئة الاستثمارية للبحرين وتربطها بالاقتصاد العالمي.
وفيما يلي وصف تفصيلي لهذه الطموحات:
2-1 التركيز الأساسي للحكومة على وضع السياسات المبتكرة
سوف تبدأ حكومة البحرين بالابتعاد تدريجيا عن مجرد تقديم الخدمات، وستركز بدلا من ذلك على وضع سياسات حكومية فعالة ذات رؤى مستقبلية، وتطبيقها في القطاعات الحيوية كالاقتصاد والمال والرعاية الصحية والتعليم والتنمية الاجتماعية والبيئة.
كذلك ستعمل البحرين في ضوء التجربة الدولية التي تبين أن الحكومات تستطيع خفض التكاليف بشكل كبير وتحسين نوعية الخدمات الحكومية عبر الاستعانة بمصادر خارجية لتنفيذ بعض العمليات الحكومية غير الأساسية، بالإضافة إلى اعتماد آليات تنافسية في تقديم الخدمات الحكومية.
وتشمل بعض الخطوات التي تحتاج الحكومة إلى اتخاذها ما يلي:
- خلق كفاءات بشرية قادرة على وضع سياسات واستراتيجيات قوية ترتكز على رؤى مستقبلية قابلة للتنفيذ في جميع المؤسسات الحكومية.
- العناية في اختيار الخدمات التي يتم التعاقد مع مصادر خارجية على تقديمها، والسعي الحثيث إلى إقامة شراكات مع القطاع الخاص.
- وضع أنظمة وآليات تمتاز بالكفاءة والفعالية قبل الشروع بالخصخصة، والإشراف الدقيق بعد الخصخصة.
الأدوات الممكنة لقياس النجاح: مؤشر الجودة النوعية للإدارة، ومؤشر مساءلة القطاع العام، وهما جزء من تقرير البنك الدولي حول التنمية الاقتصادية في دول منطقة الشرق الأوسط وشمال أفريقيا.
2-2 أن يصبح القطاع العام أكثر إنتاجية، وأن يكون مسئولا عن تقديم خدمات ذات نوعية أعلى من خلال عمليات أكثر كفاءة
سوف تؤدي الكفاءة، والفعالية العالية إلى زيادة إنتاجية القطاع العام في البحرين، وستتفوق البحرين في أدائها على منافسيها بتقليص حجم الجهاز الحكومي ونفقاته، كما سينتج عن زيادة الكفاءة هيكل تنظيمي أفضل، وعمليات أكثر فعالية. وستؤدي الرقابة الذاتية المكثفة؛ إلى معالجة النقص في الكفاءة، وإزالة الازدواجية في إجراءات تقديم الخدمات التي يستمر القطاع العام في تقديمها.
وستمتاز المؤسسات الحكومية بثقافة قائمة على الأداء العالي، تركز في جميع أنشطتها على خدمة مصالح العملاء، وتحقيق النتائج، الأمر الذي سينعكس إيجابا في بلورة سياسات حكومية فاعلة، وتقديم خدمات عالية الجودة.
ويمكن إيجاز الأولويات الحكومية الأساسية في هذا الشأن على النحو التالي:
- رفع كفاءة ادارة الموارد البشرية في القطاع العام.
- تعزيز حوكمة نظام الخدمة المدنية.
- المراجعة الشاملة للعمليات والهيكليات التنظيمية لتحسينها وزيادة الشفافية.
- وضع نظام إدارة أداء يحدد أهدافا واضحة، ويتيح قياس النتائج، وربطها بمكافآت الموظفين والمؤسسات.
الأدوات الممكنة لقياس النجاح: نسبة نفقات القوى العاملة في الحكومة في الناتج المحلي الاجمالي، ومؤشر البنك الدولي لكفاءة ومساءلة القطاع العام.
2-3 ايجاد نظام رقابي حكومي واضح وشفاف يتم تطبيقه بانصاف، ويؤدي الى تسهيل عملية النمو الاقتصادي
إن وجود نظام رقابي واضح وشفاف يتم تطبيقه بإنصاف مطلب أساسي وحيوي للنمو الاقتصادي. وسوف تجني الشركات والأفراد فوائد الأنظمة السليمة التي تسهِّل عملية النمو الاقتصادي من خلال المحافظة على حرية وعدالة المنافسة، وسيؤمن نظامنا القضائي تسوية النزاعات بفاعلية وبالتوافق مع القوانين والأنظمة الموضوعة.
وسوف تؤدي القوانين والتطبيق العادل لها إلى تعزيز ثقة المستثمرين باقتصاد السوق الحر في مملكة البحرين. ومن الأمثلة على الإجراءات التي سيتم اتخاذها مايلي:
- تحقيق أعلى مستويات الجودة والتناسق في الأنظمة والقوانين.
- تعزيز آليات التنفيذ.
- الاستمرار في سياسة محاربة الفساد والقضاء على الأفضلية.
- تطوير النظام القضائي لضمان عدالة وسرعة تسوية المنازعات.
الأداة الممكنة لقياس النجاح: تصنيف جودة الأنظمة التي تشكل جزءا من مؤشرات ضوابط الإدارة الداخلية العالمية المعتمدة لدى البنك الدولي.
2-4 تعزيز استدامة التمويل الحكومي بخفض الاعتماد على الإيرادات النفطية لتمويل النفقات الحالية
من أجل ضمان الاستقرار المالي المستدام، ستعمل الحكومة بشكل متزايد على خفض اعتمادها على الإيرادات النفطية لتمويل نفقاتها المتكررة، وسوف تحقق ذلك من خلال إيجاد مصادر إيرادات إضافية، وخفض الإنفاق غير الفعال، فعلى سبيل المثال سيتم تقديم الدعم والإعانات للماء والكهرباء والوقود والطعام للمحتاجين فقط، وذلك لخفض النفقات، وتفادي الاستهلاك الزائد للموارد النادرة.
وبتمويل معظم النفقات اليومية من الإيرادات المتكررة غير المعتمدة على النفط، سوف تتمكن الحكومة من تجميع إيراداتها النفطية لمنفعة الأجيال القادمة، وسيتم استخدام ثروة البحرين النفطية لتقوية نظام التعليم، والرعاية الصحية، وإيجاد المناخ المعيشي والاقتصادي الجذاب، وفي مجالات أخرى تضمن تحقيق عوائد دائمة لشعب البحرين.
للتخطيط لمستقبل خالٍ من النفط، يجب اتخاذ الإجراءات التالية:
- تحديد المصادر المحتملة للإيرادات الحكومية المتكررة.
- خفض الإنفاق غير الفعال.
- استثمار الإيرادات النفطية بطرق تضمن الرخاء والازدهار لجميع البحرينيين في المستقبل.
الأداة الممكنة لقياس النجاح: نسبة النفقات المتكررة التي يتم تمويلها بواسطة الإيرادات المتكررة.
2-5 إنشاء بنية تحتية ذات معايير عالمية تعزز من مزايا البيئة الاستثمارية للبحرين وتربطه بالاقتصاد العالمي
سوف تكون البحرين بحلول العام 2030 مرتبطة بالكامل بطرق التجارة والمعلومات العالمية، ولتحقيق ذلك سوف تجتذب الحكومة الاستثمارات من القطاعين العام والخاص لإنشاء البنية التحتية، والخدمات المطلوبة وصيانتها.
كما ستمتاز البحرين بشبكة متكاملة من الطرق البرية والبحرية والجوية التي تربطها بالأسواق العالمية، وستصبح المرافق العامة (الكهرباء والماء والغاز)، والخدمات (الإمداد والتموين والنقل العام المشترك والاتصالات)؛ متوافرة بسهولة وبأسعار تنافسية، لتتيح قاعدة مستقرة للشركات العاملة في البحرين.
ومن الأمثلة على المبادرات التي يمكن أن تؤدي إلى تطوير البنية التحتية لمملكة البحرين:
- تحسين عمليات التخطيط العام لاستخدامات الأراضي وشبكات النقل والكهرباء، والنواحي الأخرى للبنية التحتية بما فيها عوامل السلامة والامان.
- تسريع مشاركة القطاع الخاص في توفير خدمات البنية التحتية.
الأداة الممكنة لقياس النجاح: مؤشر المنتدى الاقتصادي العالمي للبنية التحتية.
3) الطموحات على مستوى المجتمع: مجتمع عادل ومزدهر ومتكاتف
طموحات البحرينيين لمجتمعهم هي:
3-1 مستوى عالٍ من المساعدات الاجتماعية يعطي جميع البحرينيين فرصا متكافئة.
3-2 تمكين جميع المواطنين والمقيمين في البحرين من الحصول على رعاية صحية ذات نوعية عالية.
3-3 حصول البحرينيين على أعلى مستوى ممكن من التعليم يستطيعون من خلاله مواصلة الحصول على المهارات المطلوبة لتحقيق طموحاتهم.
3-4 توفير البيئة الآمنة.
3-5 تمتع المواطنون والمقيمون في البحرين بمناخ معيشي وثقافي آمن وجذاب.
وفيما يلي وصف لهذه الطموحات:
3-1 مستوى عالٍ من المساعدات الاجتماعية يعطي جميع البحرينيين فرصا متكافئة
سوف يكون المجتمع البحريني عام 2030 قائما على الجدارة حيث يكافأ العمل الجاد والموهبة بالنجاح، وسيتم تأمين الرعاية الأساسية بغض النظر عن القدرات، وسوف يتم تأمين المساواة، وإعطاء جميع البحرينيين فرصا متكافئة.
ومن الأمثلة على المبادرات الضرورية لتحقيق ذلك ما يلي:
- تقديم الدعم الإسكاني والإعانات لمن هم في أمس الحاجة إليها.
- دعم المواهب وتنميتها في جميع المراحل التعليمية.
- تشجيع التبرعات وأشكال الدعم الأخرى للأوجه الخيرية.
الأداة الممكنة لقياس النجاح: نسبة الأسر التي يزيد مدخولها عن الحد الأدنى للدخل الوطني.
3-2 تمكين جميع المواطنين والمقيمين في البحرين من الحصول على رعاية صحية ذات نوعية عالية
سوف تصبح البحرين مركزا رائدا للطب الحديث، والرعاية الصحية المتطورة في المنطقة. وسيكون في متناول جميع المرضى حرية الاختيار بين مقدمي الرعاية الصحية في القطاعين العام والخاص بحيث تستوفي جميع المؤسسات الصحية المعايير العالمية في تقديم خدماتها.
وسيتيح ذلك للبحرين تلبية احتياجات الرعاية الصحية مع ازدياد عدد السكان وارتفاع معدل الاعمار، وزيادة المخاطر الصحية. كما ستقوم الحكومة بدور أساسي لتطوير نظام الرعاية الصحية، وذلك من خلال:
- تحفيز الأسلوب المعيشي الصحيح والتشجيع عليه.
- سهولة وسرعة حصول الجميع على الرعاية الصحية ذات الجودة العالية.
- مراقبة نظام الرعاية الصحية عن طريق هيئة صحية مستقلة.
- اجتذاب الاختصاصيين المؤهلين في الرعاية الصحية، وتشجيع أخلاقيات الأداء المتميز بين جميع العاملين في قطاع الرعاية الصحية.
الأدوات الممكنة لقياس النجاح: المعدل المتوقع لسنوات العمر، والتحسن في أداء مقدمي خدمات الرعاية الصحية وفقا لمعايير الرقابة والإشراف على القطاع الصحي.
3-3 حصول البحرينيين على أعلى مستوى ممكن من التعليم يستطيعون من خلاله مواصلة الحصول على المهارات المطلوبة لتحقيق طموحاتهم
يتيح التعليم للمواطن البحريني القدرة على تحقيق أقصى إمكانياته في الاقتصاد والحكومة والمجتمع، كما أنه يشكٌل ويطوٌر الأجيال القادمة من القادة الذين تحتاجهم مملكتنا، ويعطي البحرينيين المهارات والمعرفة والقيم التي يحتاجون إليها لكي يصبحوا الخيار الأمثل لشغل الوظائف ذات القيمة المضافة العالية.
ونظرا إلى أهمية التعليم في تحويل رؤية البحرين الاقتصادية إلى حقيقة، يجب أن تكون الإجراءات المتخذة لتطوير النظام التعليمي محورا أساسيا للإصلاحات. إننا بحاجة إلى تطوير نظام تعليمي يتيح لكل مواطن الفرص التعليمية التي تتناسب مع احتياجاته الفردية وطموحاته وقدراته، وتلبي احتياجات البحرين واقتصادها، كما يجب أن تكون تلك الفرص على أعلى معايير الجودة الممكنة، وأن يتم توفيرها بناء على القدرة والجدارة.
سيتطلب تحقيق هذا الهدف وضع استراتيجية واضحة لرفع معايير ومستويات أداء مدارسنا، ومعاهدنا المهنية وجامعاتنا، إذ يجب أن يشمل ذلك مايلي:
- التركيز على رفع كفاءة المعلمين الذين يشكلون أهم مواردنا التعليمية من خلال تطوير معايير اختيارهم، وتدريبهم، ورفع كفاءة إدارة أدائهم، وتعزيز مكانتهم في المجتمع، وزيادة جاذبية مهنة التدريس.
- توفير نوعية عالية من التدريب على المهارات التطبيقية والمتقدمة المطلوبة لإعطائهم القدرة التنافسية العالمية، واجتذاب صناعات جديدة إلى البحرين.
- وضع معايير للجودة لجميع مستويات القطاع التعليمي، والمراجعة المنتظمة لأداء مؤسساتنا التعليمية، والتدريبية، ومقارنتها بمنافسينا.
* تشجيع البحث والتطوير في مؤسسات التعليم العالي لبناء اقتصاد قائم على المعرفة.
الأدوات الممكنة لقياس النجاح: تحسن أداء المؤسسات التعليمية في مراجعات الجودة المستقلة، والامتحانات الوطنية، ودرجات الاختبارات العالمية لأداء الطلبة (TIMSS, PISA and PIRLS).
3-4 توفير البيئة الآمنة
يمكن لمملكة البحرين تحقيق السلامة والأمن من خلال توفير استراتيجية متكاملة على المستوى الوطني للقدرة على التعافي والتي تحدد جميع المخاطر والتهديدات.
هناك الكثير مما يجري القيام به حاليا لتقليل نسبة الجريمة والعنف والمخاطر الأخرى في المملكة.
وتشمل هذه المبادرات:
- استخدام التقنية الحديثة وتطوير خدمات الامن وشرطة خدمة المجتمع للحد من الجريمة.
- تشجيع ثقافة وطنية لتوعية المجتمع.
الأدوات الممكنة لقياس النجاح: الانخفاض في معدل الجرائم، وتوفير خطط مشتركة لمواجهة حالة الكوارث والطوارئ.
3-5 تمتع المواطنين والمقيمين في البحرين بمناخ معيشي آمن وجذاب
سوف تبقى البحرين موطنا لثقافة غنية وقديمة وبيئة طبيعية ذات جمال خاص، وسوف يتم تنفيذ مبادرات مختلفة للترويج للتراث الثقافي، وحماية بيئتنا الطبيعية.
تشمل إجراءات حماية البيئة الطبيعية ما يلي:
- حماية المساحات الطبيعية لكي تتمتع بها الأجيال القادمة.
- تطبيق أنظمة لتأمين كفاءة استخدام الطاقة (على سبيل المثال المباني والأجهزة الكهربائية).
- توجيه الاستثمارات إلى تقنيات تخفف من الانبعاثات الكربونية، وتحد من التلوث، وتشجع الحصول على مصادر للطاقة أكثر استدامة.
تشمل بعض طرق المحافظة
على التراث الثقافي ما يلي:
- توفير المزيد من الخدمات والأماكن العامة المناسبة للعائلات.
- إيجاد المزيد من المرافق والخدمات الحديثة المناسبة للنشاطات الثقافية والرياضية.
- تطبيق قوانين للمحافظة على الثقافة.
- تحويل المواقع الأثرية والإسلامية إلى أماكن أكثر بروزا في بيئتنا الثقافية.
- تشجيع الأجيال الجديدة من المواطنين البحرينيين على الحصول على الدراية والمعرفة العميقة بتراثنا الثقافي.
الأدوات الممكنة لقياس النجاح: مؤشر الثقافة والبيئة؛ جزء من مؤشر القدرة المعيشية الذي تصدره وحدة المعلومات بمجموعة الإيكونومست، وتركيز الملوثات في الهواء والماء.